# Los Incas
Pour la station de métro à Bueno Aires, voir Los Incas (métro de Buenos Aires).
 (octobre 2018).
Los Incas, appelés aussi Urubamba à certains moments de son parcours (avec quelques différences d'effectif, et notamment en Amérique du Sud où il est surtout connu sous ce nom), est un groupe de musique andine fondé à Paris en 1956 par les musiciens argentins Carlos Ben-Pott et Ricardo Galeazzi lequel est un contrebassiste de jazz, directeur musical du groupe et les Vénézuéliens Elio Riveros et Narciso Debourg. Depuis le début des années 1960, il est constamment dirigé sur le plan musical par l'argentin Jorge Milchberg, qui, pianiste de formation classique au départ, est devenu aujourd'hui un charanguiste internationalement renommé.
En plus de leur renommée en France où ils accompagneront de nombreuses fois en concert et sur disques Marie Laforêt, en Argentine et en Espagne, puis en Europe, Los Incas sont connus en Amérique du Nord surtout pour avoir accompagné Simon and Garfunkel sur la chanson « El Condor Pasa (If I Could) » incluse dans le sixième et dernier album en studio du duo, Bridge Over Troubled Water. "El Condor Pasa" sera enregistré quelques années auparavant par Marie Laforêt et Los Incas qui l'accompagne dans 2 versions françaises "sur le chemin des Andes" et "la flûte magique". Ils ont également accompagné Paul Simon sur le titre Duncan de son deuxième album solo (Paul Simon « Mother & Child Reunion », 1972), puis en tournée avec Simon (sous le nom de Urubamba) en 1973. Ils apparaissent sur l'album enregistré en concert Live Rhymin' issu de ces tournées et sortent plusieurs albums sous ce nouveau nom. Réciproquement, Paul Simon produit leur disque Urubamba en 1974, et y apparaît même au Bombo (grand tambour andin) sur le titre «  Kacharpari » enregistré en public lors des mêmes tournées. Finalement le groupe revient à son premier nom "Los Incas" et publie 7 albums supplémentaires sur le label Buda Musique ou aux éditions Le Souffle d'or.
De nos jours, et par exemple en 2016, ils se produisent encore lors de concerts rares (à tous les sens du terme), avec Jorge Milchberg (90 ans en 2018) et son fils Olivier Milchberg comme membres permanents, et d'autres participants tournants. Leur dernier disque publié : « Salvados del olvido » [sauvés de l'oubli] est un double CD qui date de 2011. Ce groupe a donc connu jusqu'à aujourd'hui, avec de nombreux remaniements et avec la présence de Jorge Milchberg en fil rouge, une durée de vie de plus de soixante ans, ce qui représente une longévité exceptionnelle pour un groupe de ce type. Ils ont publié au moins 26 albums originaux, sous les noms de Los Incas, Urubamba, ou Jorge Milchberg, sans compter tous les disques de reprises et de compilations. 

## Historique
Avec quelques autres groupes de même type et d'origines diverses de la deuxième moitié du XXe siècle, on peut dire que le groupe Los Incas et l'Ensemble Achalay sont à l'origine de la vogue extraordinaire qu'a connu la musique andine, d'abord à Paris et en France à partir des années 1950-1960, puis dans le monde entier dès le début des années 1970. Certaines sources indiquent que ce serait le skipper argentin Carlos Benn-Pott, l'un des membres fondateurs de Los Incas, qui aurait apporté à la voile la Kena à Paris, à la faveur des Jeux olympiques d'Helsinki en 1952 auxquels il avait représenté son pays pour les courses de voiliers.
Parmi les groupes qui partagent avec Los Incas cette impulsion originelle, on peut citer : Los Guaranis (débutant en 1947, arrivés et restés en France en 1951, successivement nommés Los Trovadores Guaranies puis "Les 4 Guaranis", "Les Guaranis" et enfin "Les Guaranis de Francisco Marín"), ou le groupe Los Chacos (ensemble français fondé en 1953 par Jean Bessalel et Jean-Jacques Cayre, continué par son frère Jean-Michel Cayre), ou Los Tres Paraguayos (créé en 1954), ou l'Ensemble Achalay (fondé en 1958 par Ricardo Galeazzi avec Narciso Debourg et Elio Rivero  quand ils quittèrent tous les trois Los Incas), ou Los Machucambos (groupe lui aussi formé à Paris, dans le Quartier latin, en 1959, mais orienté plutôt vers la musique latine en général), ou encore Los Calchakis (groupe argentin et chilien, créé en 1960 par Hector Miranda). Un peu plus tard, d'autres groupes ont marqué l'histoire de cette musique, mais cette fois d'abord en Amérique du Sud puis en France et en Europe, comme les groupes boliviens Los Jairas (créé en 1966 à La Paz par Gilbert Favre, Ernesto Cavour, Edgar Yayo Joffre, Julio Godoy, rejoints par le guitariste et chanteur Alfredo Dominguez), et Ruphaÿ (créé à partir de 1968 par Mario Porfirio Gutiérrez ; ruphaÿ signifie "rayons de soleil" en langue quechua) l’un et l’autre autour de la célèbre Peña Naira au 161 de la rue Sagárnaga (es) de La Paz, ou encore le groupe bolivien Awatiñas (es) (fondé en 1970 par les frères Mario et Miguel Conde, et dont le nom signifie "les gardiens" en langue aymara). 
Ont aussi contribué à ce mouvement d'épanouissement de la musique des Andes en France et en Europe les groupes chiliens qui y furent exilés à la suite du coup d'État fasciste du 11 septembre 1973  du général Pinochet, mais en lui donnant cette fois une orientation plus politique, comme Quilapayún, Inti-Illimani, ou Illapu, à la mémoire du chanteur-poète guitariste et homme de théâtre martyr Víctor Jara.

## Membres

### (Années 1950) Los Incas, groupeno1[9]
Carlos Benn-Pott (argentin, kena), Ricardo Galeazzi (argentin, kena et autres flûtes, charango, arrangeur), Elio Rivero (vénézuélien, guitares), Narciso Debourg (vénézuélien, percussions), Alma Urpi (danseuse chilienne), Paul d’Arnot (danseur franco-uruguayen).  Puis départs de : Ricardo Galeazzi (qui fondera en 1958 l’ensemble Achalay), Elio Rivero, Narciso Debourg. Arrivée de Jorge Milchberg (charanguiste argentin) en 1958 dans l'Ensemble Achalay .

### (Années 1960) Los Incas, groupeno2[10]
Carlos Benn-Pott (kena et percussions andines), Jorge Milchberg (argentin, charango, arrangements et direction musicale), Angel Sanabría (paraguayen qui a appartenu aussi au groupe de Los Guaranis) : guitare, danse et chant,  Pablo Morel (uruguayen) à la harpe latine ou harpe indienne ou harpe des Andes, et toujours : Alma Urpi (danseuse chilienne), Paul d’Arnot (danseur franco-uruguayen).  Arrivée de Carlos Guerra (vénézuélien, cordes et percussions).

### (Années 1970)

#### Los Incas, groupeno3[11]
Carlos Benn-Pott (kena), Jorge Milchberg (charango, direction musicale), Carlos Guerra (vénézuélien, cordes et percussions). Arrivée d’Emilio Arteaga Quintana (uruguayen : cordes, percussions et vents), des argentins Jorge Cumbo, Alfredo de Robertis (kenas) et des frères Carlos et Julio Arguedas (cordes et vents, boliviens qui fonderont plus tard le groupe Bolivia Manta, à la fin des années 70).    

#### (1974et suite) Urubamba[12]
Jorge Milchberg (charango, direction musicale), Jorge Cumbo (antara et autres flûtes), Emilio Arteaga (percussions dont bombo), Uña Ramos (argentin, Flûtes: kenas, sikus) ; ainsi que : Martín Torres (guitare), Airto Moreira (percussions) et Paul Simon aux manettes et parfois au Bombo.

#### (Fin années 1970) Los Incas, groupeno4[13]
Toujours Jorge Milchberg, Jorge Cumbo, Alfredo de Robertis, Emilio Arteaga, Carlos et Julio Arguedas. Arrivée de Juan Dalera (argentin, kena). Départs de Carlos Benn-Pott et de Carlos Guerra.

### (Début années 1980) Los Incas, groupeno5[14]
Jorge Milchberg - Jorge Cumbo - Lucho Gonzalez - Pablo Trosman - 'Chango' Farias Gomez - Hernán Pagola – Gabriela Aberazturi.

### (Années 1980 - 1990) «Los Incas Trio», groupeno6[15]
Jorge Milchberg au charango, son fils Olivier Milchberg aux flûtes indiennes des Andes et à la guitare, et Rob Yafee au violoncelle ; en concert, ils sont rejoints par le guitariste espagnol Moisés Arnaiz et le percussionniste argentin Roberto Robao.

### (Années 2000) Los Incas, groupeno7[16]
- Jorge Milchberg - charango[2]
- Rob Yaffee - violoncelle
- Olivier Milchberg - guitare, flûtes kenas, sikus (flûtes de Pan)].
- Lupe  Vega - voix
- Juan Dalera - flûtes (kena)
- Moisés Arnaiz - guitare
- Jorge "Negrito" Trasante - percussions

et aussi Graciela Taki Takaya, Perú Inka, Emilio Arteaga encore.

### (En2005) Los Incas/Urubamba, groupeno8
Jorge (charango) et Olivier Milchberg (flûtes et guitare), Fidel Guigui (kenas et autres flûtes), Montse Ruano (chant, percussions, moceño), Pablo Trosman (guitare). On verra aussi souvent en concert avec le groupe, dans les années 2010, la musicienne classique (gambiste et violoncelliste)  María Elena Medina Riera,.

### Participations occasionnelles
En plus des musiciens précédents qui ont été des membres réguliers du groupe, ont aussi croisé la route et l’aventure de Los Incas des participants ou des collaborations plus occasionnels : les chanteuses françaises Marie Laforêt, Valérie Lagrange, Isabelle Aubret, Carol Cris, et aussi : Serge Gainsbourg (pour la chanson de Valérie Lagrange : “La Guerrilla”), Jacques Audiberti (pour la chanson : "Trois cigarettes"), ou le compositeur de musiques de films François de Roubaix (pour la Bande Originale du film Le Rapace), ou comme on l'a dit le duo folk Simon and Garfunkel, et Paul Simon seul ; le luthier argentin Hernán Pagola, qu'on retrouvera dans le groupe Raíces Incas, ainsi que les musiciens : Guillermo de la Roca (kéniste), Waskar Amarú (kena, chant), Gérard Geoffroy (kéniste, fondateur du groupe Pachacamac). Et encore : Horacio Crego, Lucio Godoy, Victorio Solves Pujia, Verónica Rapela, Negro Ricardo, Martín Torres, Leticia Kleiman, Juan Carlos Rossi, Toro Staforini, Norma Aznar, José Otegui, Ricardo Malamud, Gonzalo Céspedes, Victor Colodro, René Illanes, Gerardo Yañez, Pancho Caballero, Jean-Jacques Golicki, Virgilio Rojas, Gerardo Servin, Nicolás Perez Gonzalez, Roberto Cárdenas, Pedro Serrano, Mañuco Romero, Hugo Orellana. (Récapitulation en partie extraite du livret de leur dernier disque en 2011 : Salvados del olvido, et comme le dit Jorge Milchberg, « avec l’espoir de n’oublier personne »).

## Discographie

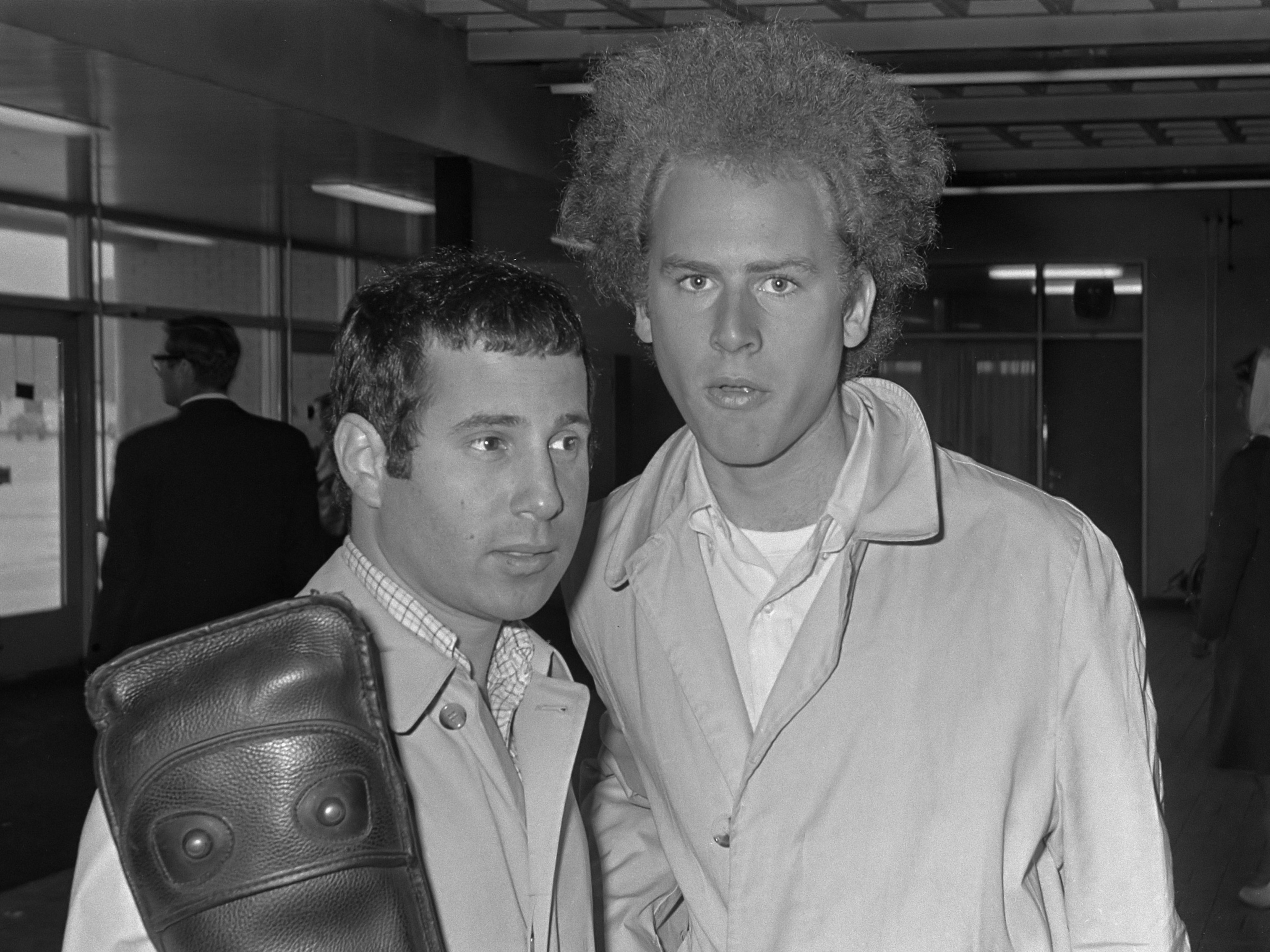
Simon and Garfunkel en 1966.

- Los Incas - Chants et danses d'Amérique Latine, 1956 (Philips - 844.882, parfois indiqué sous la référence : "Deluxe P 77.306 L", ou "B 77.306 L"). Cet album a été réédité sous forme numérique et mis en ligne de nos jours[21].
- Los Incas - Chants et danses du Venezuela (Mono Version), 1957 ( Philips n° 432.123 NE. Cet album 45 tours EP a été réédité sous forme numérique et mis en ligne en 2014[22]).
- L'Amérique du soleil, 1960 (titres inédits, Philips, collection "Réalités" - V 29 AA 77.461)
- Los Incas - Chants et danses d'Argentine, 1959 (Philips n° 432.414 BE. Cet album 45 tours EP a été réédité sous forme numérique et mis en ligne en 2014[23]).
- Terres de soleil, 1962 (titres inédits, Philips - B 77.377 L)
- Flûtes indiennes - Los Incas (reprises des années 1950-1960, Philips - 6332 064). Réédité (mis en ligne) en 2012[24].
- Amérique du Sud - Voyages Autour du Monde, Chants et Danses par Los Incas, 1963 (titres inédits, Philips - 844.879 BY). C'est cet album qui contient pour la première fois leur version originale du thème El Cóndor pasa, arrangé par Jorge Milchberg, et qui fera sous cette forme le tour du monde. Vite épuisé, ce disque sera réédité internationalement (en Argentine, 1964) avec les mêmes morceaux sous le titre : Los Incas, cantos y danzas de América del Sur, toujours chez Philips. Cet album sera réédité tel quel en CD en 2000 chez Mercury France/Universal Music n° 538 906 LC 00305. Disponible en ligne daté de 1985[25]. Le succès d'El Cóndor pasa entraînera la parution de nombreux 45 tours EP, qui le mettront au premier plan, accompagné de divers autres titres selon les disques, notamment O Cangaceiro, Guantanamera, Huayno de la Roca, Achachau, Huayta Huaytucha, Risas de Bolivia, etc.[17].
- Los Incas – Bolivie, 1965 (titres inédits, Philips Deluxe - P 77.265 L, ou en stéréo 842.115 PY).
- Los Incas – Pérou, 1965 (titres inédits, Philips Deluxe - P 77.267 L, ou en stéréo 842.119 PY).
- Les Flûtes de Los Incas II, 1965.
- Los Incas spécial danse, 1965 ( Philips. Cet album 45 tours EP contient entre autres le titre La Guérilla de Serge Gainsbourg, où Los Incas accompagnent la chanteuse Valérie Lagrange, et trois autres de leurs titres, dont deux déjà édités ; Huayno de la Roca s'y trouve rebaptisé "La bague au nez", et La que me quiera y devient "Le printemps s'ouvre en décembre", on ne sait pourquoi...)[17].
- BOF Les Copains, 1965 (participation, aux côtés de José Berghmans et Georges Brassens).
- Los Incas "Guantanamera", 1966 (Fontana - 6444 120), partiellement repris avec d'autres dans l'album “Succès originaux” :
- Los Incas, succès originaux, sous-titré : versions originales des plus grands succès latino-américains (compilation de titres de leurs albums précédents qui ont connu des adaptations en français, Philips - 844 881, existe aussi sous les numéros de catalogue : P 70 400 L, et en stéréo : 840 592 PY).
- Flûtes Des Andes - Los Incas, 1967 (compilation de titres instrumentaux privilégiant l'usage de la Kena, tous empruntés aux albums Amérique du Sud, Bolivie et Pérou ci-dessus. Philips - 849.489 BY).
- BOF Le Rapace, 1967.
- Los Incas, ritmo andino, ℗ 1968 Warm Up. Cet album 45 tours EP a été réédité sous forme numérique et mis en ligne en 2014[26].
- Los Incas En Perú, 1969.
- Los Incas - Inédits, 1970 (comme le nom l'indique : titres inédits, repris sous le titre « Temas Populares De Sudamerica », Festival Vergara - 7100-SV). Voir réédition partielle au format CD en 1990.
- Participation à l'album Bridge Over Troubled Water du duo Simon and Garfunkel [sur El condor pasa (if I could)], 1970.
- Los Incas 71, 1971 (titres inédits, Festival - 517), repris en Argentine sous le titre « El Viento » ["le vent"] :
- Los Incas, El Viento (Festival, distribution Musidisc Europe - FDLX 517 T). Voir réédition partielle CD en 1990.
- Participation au deuxième album solo de Paul Simon : Paul Simon : « Mother & Child    Reunion » (titre Duncan), 1972.
- Original Los Incas (reprise en double album des disques Inédits et El Viento, Festival - album 196). Ce double album sera partiellement réédité en un CD, sous le simple intitulé « Los Incas », en 1990 (voir ses références ci-dessous).
- Los Incas - La Fiesta, 1973, (titres inédits).
- Urubamba (sous le nom d'Urubamba, avec Uña Ramos et Paul Simon), 1974 (titres inédits, chez Sony BMG Music Entertainment). Repris en CD en 2005, en Argentine (chez Columbia Records 2-519056).
- Participation à l'album live de Paul Simon : Paul Simon in Concert: Live Rhymin', 1974.
- Los Incas - "El canto de América latina", 1976 (compilation de certains de leurs succès en deux 33 tours LP, double album n° 6620 057, chez Philips - 9286 379 et 9286 380).
- Río Abierto ["Fleuve Ouvert"], 1977 (titres inédits, label L'Escargot - CBS Inc. - ESC 343). En partie réédité dans le CD Alegría en 1988.
- Un Pedazo de Infinito ["un morceau d'infini"], 1982 (titres inédits, publié en Argentine sous le nom d'Urubamba, référence : Kryptonita - PA-25.002).
- Un Instant d'éternité, 1983, reprise en France du précédent, sous le nom de Los Incas (mais les titres sont dans un ordre différent. Ces deux 33 tours LP contiennent entre autres, pour son vingtième anniversaire une nouvelle version, très différente et renouvelée dans son esprit, de leur célèbre version du thème El Cóndor Pasa).
- El Cóndor Pasa - Single ["le condor passe/s'en va"], 1985, reprise en ligne de leur version originale de 1963[27].
- La Porte du Silence, 1985, réédité en 1990 (CD titres inédits, aux éditions Le Souffle d'or : SOC 01).
- Los Incas, 1990 (reprise en un CD, sous la même jaquette que Los Incas 71, de la plupart des titres des deux 33 tours LP de 1970 : « Inédits » et de 1971 : « Los Incas 71 » autrement intitulé « El Viento », chez Accord Musidisc 401962 MU 777).
- Dédicaces, 1990-1991 (CD titres inédits, Jorge Milchberg seul au charango, aux éditions Le Souffle d'or : SOC 08).
- La plume de l'Œuf, 1991 (CD titres inédits, aux éditions Le Souffle d'or : SOC 09). Réédité (mis en ligne) en ℗ 2016 Musavida[28].
- Alegría ["joie"], 1988, réédité en 1990 et 1995 (chez Buda Records, distribution Adès - 82413 2 AD 761, reprise en CD, entre autres, de titres empruntés aux 33 tours LP La Fiesta et Río Abierto). Réédité (mis en ligne) en ℗ 2016 Musavida[29].
- Un Instant d'éternité, 1996 (chez Buda Records, distribution Adès - 82412 2 AD 761, reprise en CD de l'album éponyme 33 tours LP de 1983). Réédité (mis en ligne) en ℗ 2016 Musavida[30].
- Los Incas en Concert, 2000 (CD titres inédits ou réinterprétés, album live ou en vivo comme on dit en espagnol, concert du 4 août 1999 en l'Église d'Éourres, chez Buda Musique : 92747-2 AD 765). Réédité (mis en ligne) en ℗ 2016 Musavida[31].
- Charango, musique d'Amérique Latine, 2000 (CD titres inédits, Jorge Milchberg seul au charango, chez Buda Musique, collection Musique du Monde, Music from the World: 92729-2, n° France : 1975182 Buda Records, distribution France Universal).
- El Último ["le dernier"], 2002 (CD titres inédits ou réinterprétés, chez Buda Musique : 198962, SACEM : 1989962). Réédité (mis en ligne) en ℗ 2016 Musavida[32].
- Salvados del olvido (sauvés de l'oubli), 2011 (sélection exceptionnelle d'enregistrements inédits en répétition, concert, studio. Aux éditions Le Souffle d'or : SOC 67)[5].
- Reprise en ligne (℗ 2017 Garzonmusic.fr), le 2 févr. 2018, d'un 45 tours EP de six titres des années 1960, qui contient entre autres le thème qu'ils avaient composé pour la BO du film « Les Copains » sorti en 1965[33].